# Гандред (Західна Вірджинія)
Гандред (англ. Hundred) — місто (англ. town) в США, в окрузі Ветзел штату Західна Вірджинія. Населення — 255 осіб (2020).

## Географія
Гандред розташований за координатами 39°41′1″ пн. ш. 80°27′27″ зх. д. / 39.68361° пн. ш. 80.45750° зх. д. (39.683584, -80.457590).  За даними Бюро перепису населення США в 2010 році місто мало площу 1,30 км², уся площа — суходіл.

## Демографія
Згідно з переписом 2010 року, у місті мешкало 299 осіб у 136 домогосподарствах у складі 80 родин. Густота населення становила 230 осіб/км².  Було 186 помешкань (143/км²).
Расовий склад населення:
| - 99,0 % — білих |

До двох чи більше рас належало 1,0 %. Частка іспаномовних становила 1,3 % від усіх жителів.
За віковим діапазоном населення розподілялося таким чином: 21,4 % — особи молодші 18 років, 59,9 % — особи у віці 18—64 років, 18,7 % — особи у віці 65 років та старші. Медіана віку мешканця становила 44,1 року. На 100 осіб жіночої статі у місті припадало 100,7 чоловіків;  на 100 жінок у віці від 18 років та старших — 92,6 чоловіків також старших 18 років.
Середній дохід на одне домашнє господарство  становив 41 892 долари США (медіана — 32 778), а середній дохід на одну сім'ю — 60 159 доларів (медіана — 54 375). Медіана доходів становила 36 250 доларів для чоловіків та 25 625 доларів для жінок. За межею бідності перебувало 28,2 % осіб, у тому числі 33,3 % дітей у віці до 18 років та 37,3 % осіб у віці 65 років та старших.
Цивільне працевлаштоване населення становило 102 особи. Основні галузі зайнятості: освіта, охорона здоров'я та соціальна допомога — 20,6 %, публічна адміністрація — 16,7 %, науковці, спеціалісти, менеджери — 10,8 %, сільське господарство, лісництво, риболовля — 8,8 %.